# Шлаковый конус

Схема внутреннего строения типичного шлакового конуса

Шлаковый конус вулкана — небольшой вулканический аппарат конической формы с усечённой вершиной.
Образуется за счёт нагромождения пирокластических отложений (обломочного материала) вокруг жерла.

## Строение

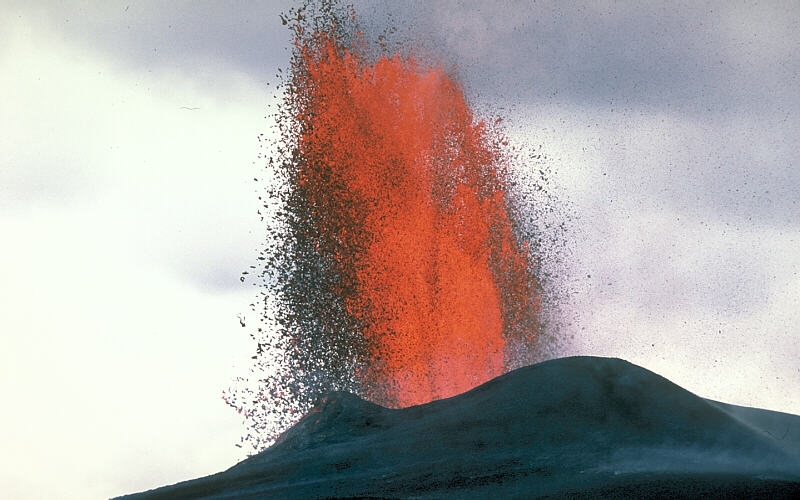
Образование шлаковых конусов происходит в основном за счёт отложения продуктов фонтанирования лавы

Шлаковые конусы представляют собой простейшие и наиболее часто распространенные формы вулканического рельефа. Как и для всех вулканических конусов, для него характерно наличие 3 основных структурных элементов: жерла, конуса и вершинного кратера.
Собственно конус имеет слоистое строение, сложен рыхлым материалом (вулканические бомбы, глыбы, лапилли, пепел), который впоследствии может сцементироваться. Иногда обломочный материал чередуется с лавовым. Высота шлаковых конусов может достигать 450 м. Их образование и рост могут происходить очень быстро — более 100 метров в высоту за несколько дней.
Вершинный кратер венчает шлаковый конус, имеет чаше- или воронковидную форму, иногда образуются сложные кратеры. Форма кратера чаще всего симметричная, иногда приобретает вытянутую форму за счёт разрушения стенок в результате взрыва или прорыва лавового потока.

## Формирование

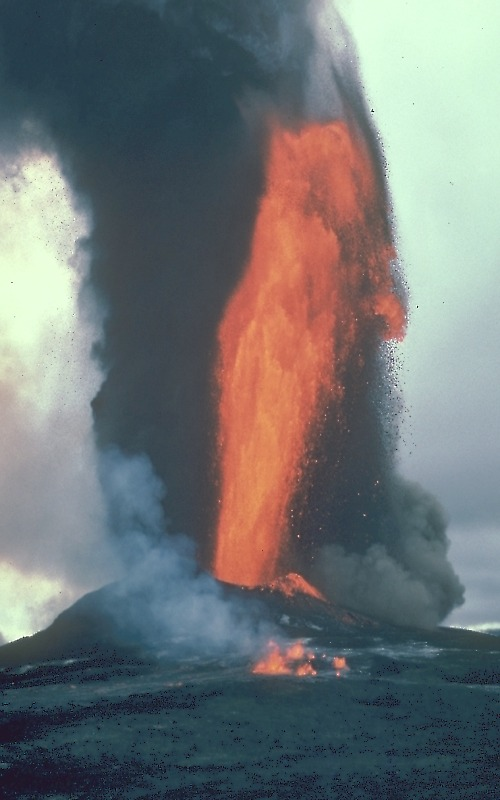
При фонтанировании более крупные фрагменты остывшей лавы наращивают конус, а более мелкие — могут уноситься ветром

Большое количество шлаковых конусов сформировалось в результате побочных извержений в окрестностях долгоживущих вулканов. При трещинном извержении образуется трещина, из которой на всем протяжении происходит излияние лавы, иногда с фонтанированием при большом дебите потока. Уже в начальный период извержение локализуется в пределах нескольких эруптивных центров.
При приближении магмы, поднимающейся по стволу жерла, к поверхности, происходит резкое падение давления. В результате содержание растворённых в магме газов в какой-то момент превышает предел растворимости, что приводит к выделению газов и вскипанию магмы. При выходе на поверхность лава разбрызгивается, и её фрагменты, остывая в воздухе, накапливаются вокруг эруптивного центра в виде рыхлого обломочного материала (шлак, вулканический песок, пепел и др.), формируя шлаковый конус.
При высоком уровне стояния лавы в кратере может происходить переливание через кромку кратера, а при низком уровне — отток дегазированной лавы в лавовые трубки, с её последующим выходом на поверхность в окрестностях шлакового конуса.

## Галерея

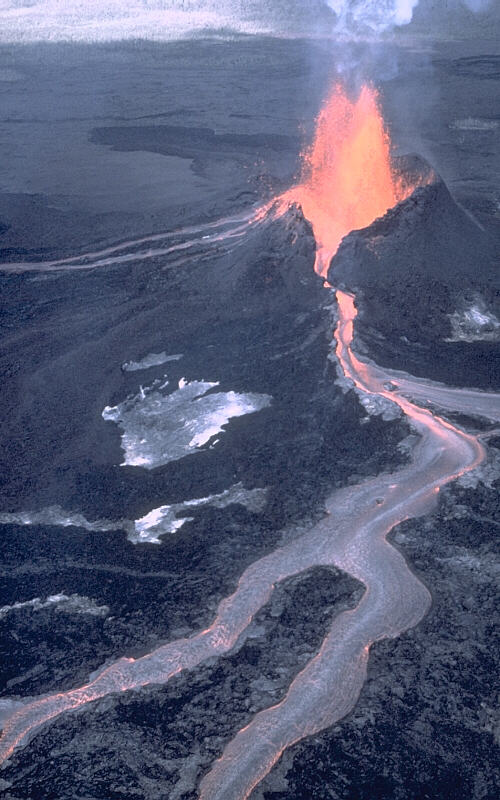
Мощный поток дегазированной лавы истекает из шлакового конуса на вулкане Килауэа, Гавайи
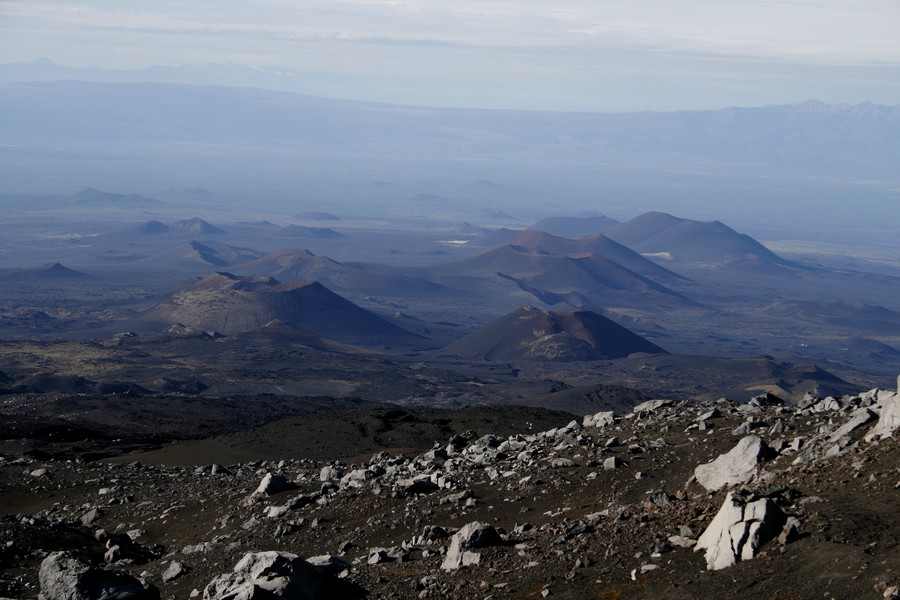
Шлаковые конусы на Толбачинском Долу, Камчатка
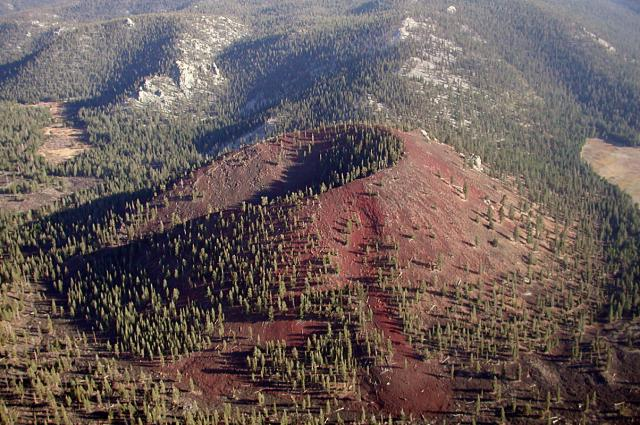
Шлаковый конус Граундхог в Голден-Троут-Крик, Калифорния
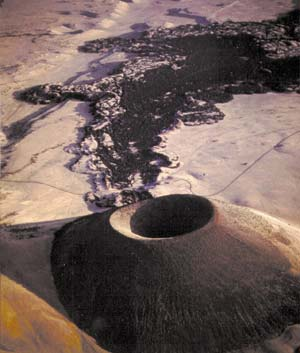
Шлаковый конус на вулканическом поле Сан-Франциско
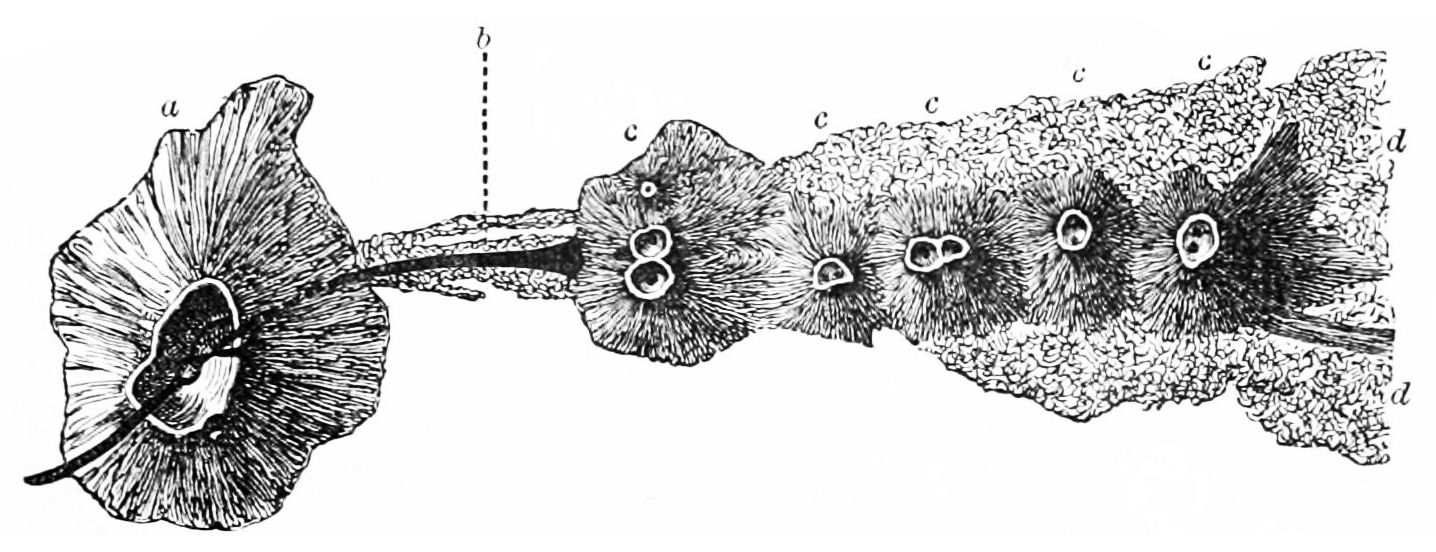
Гряда шлаковых конусов вдоль трещинной зоны на вулкане Этна
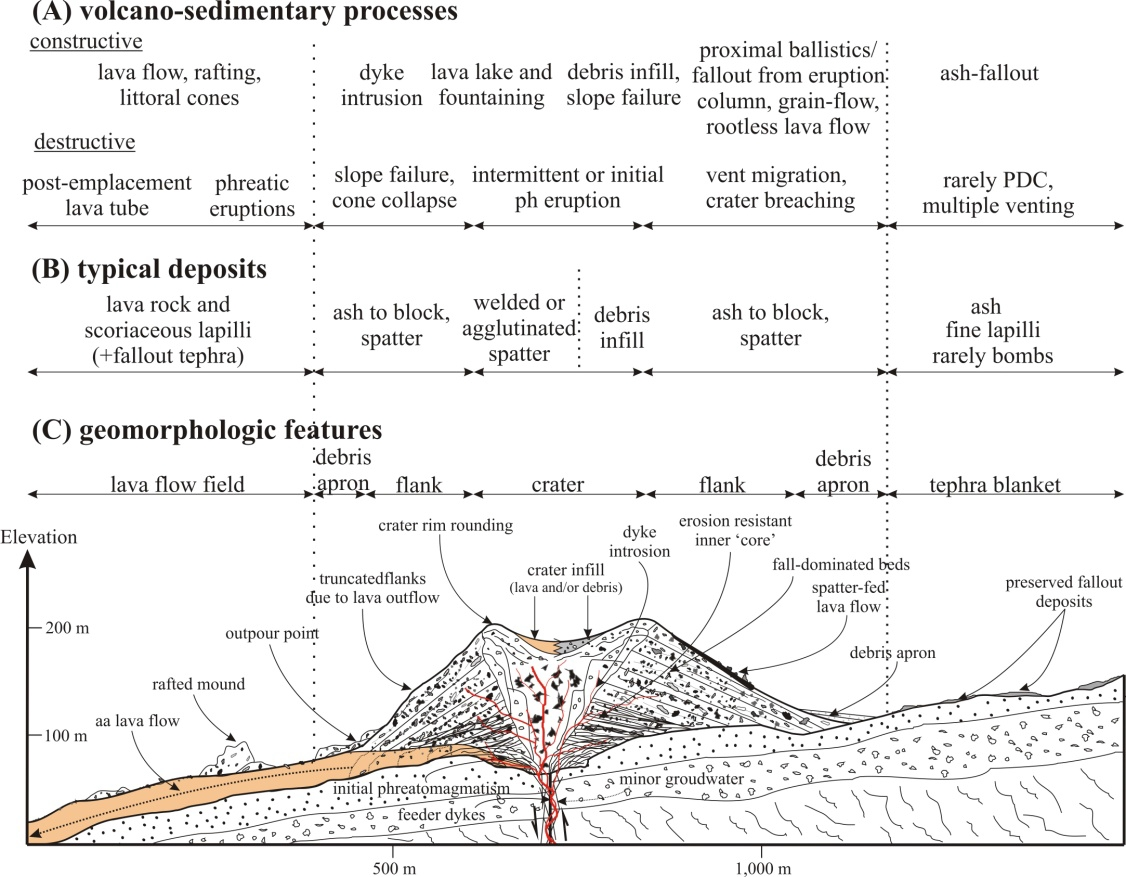
Схематическое поперечное сечение через шлаковый конус с элементами доминирующих процессов, типов отложений в пределах различных геоморфологических зон